# Schönbrunn (Wien)

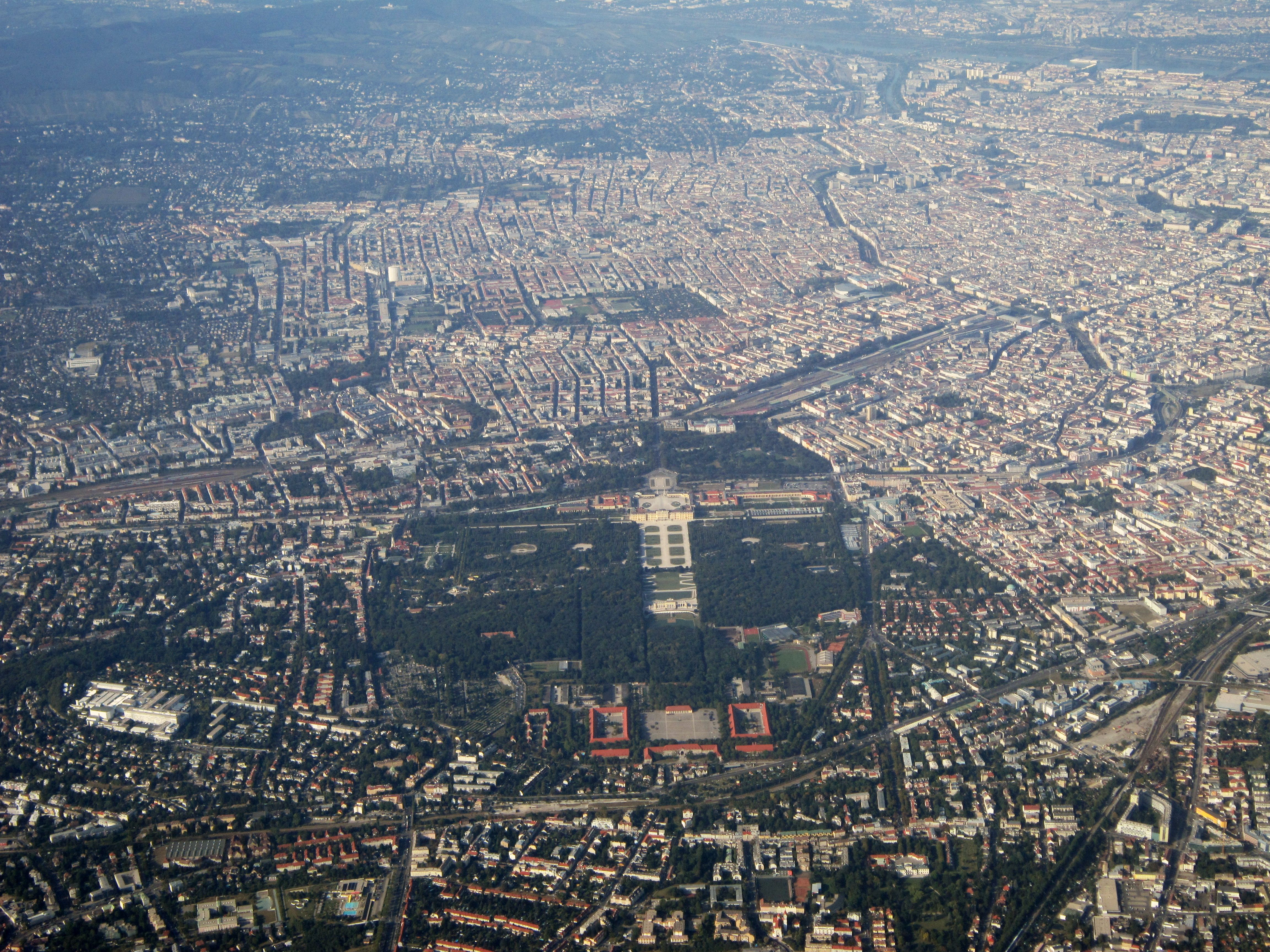
Luftbild des Wiener Westens, Schönbrunn im Zentrum

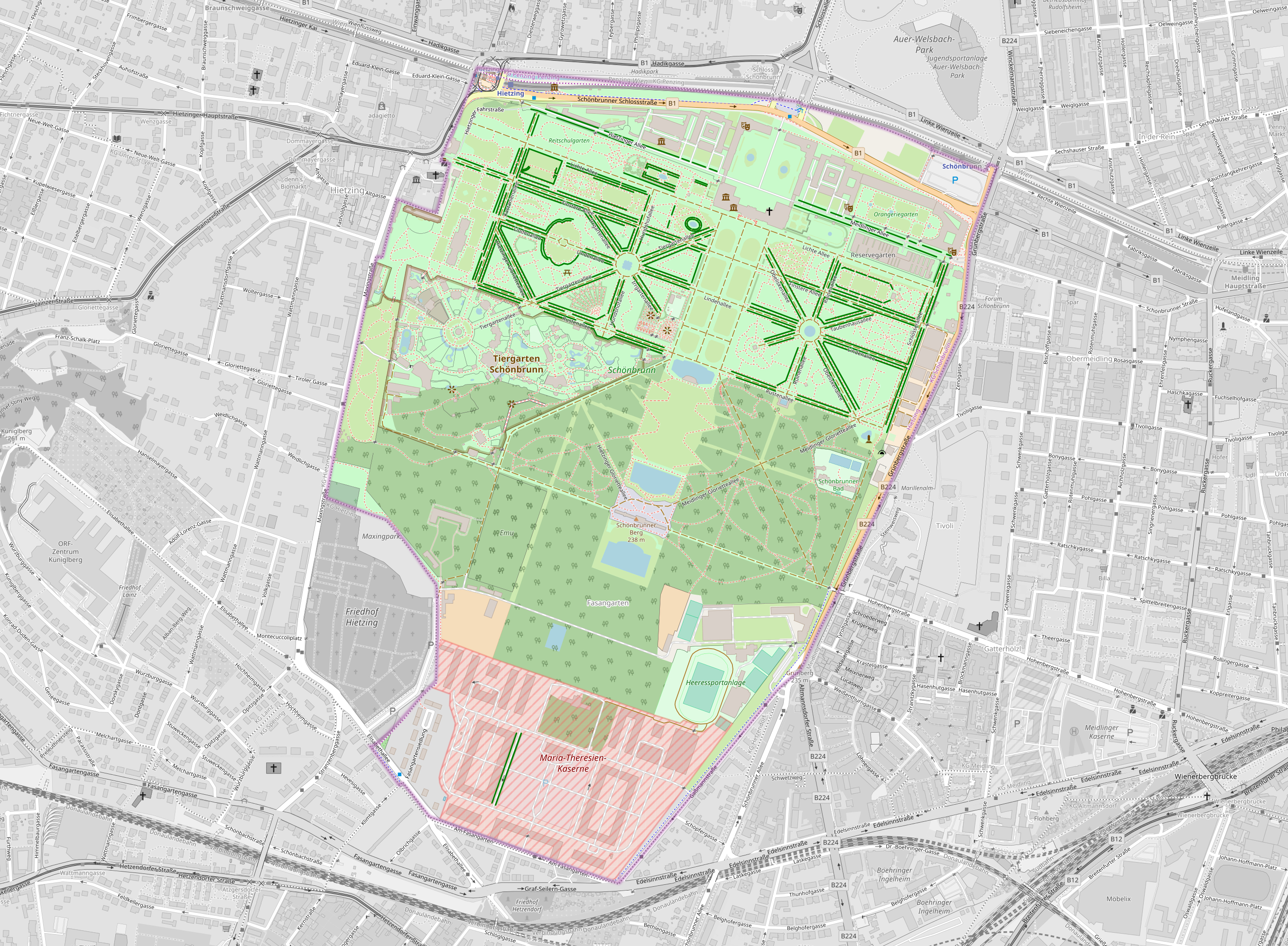
Katastralgemeinde Schönbrunn und Umgebung

Schönbrunn ist eine der Wiener Katastralgemeinden und liegt im 13. Wiener Gemeindebezirk Hietzing. Die Katastralgemeinde mit einer Fläche von 220,55 ha entspricht Schloss und Schlosspark Schönbrunn (einschließlich Gloriette, Tiergarten und den sonstigen in diesem Bereich befindlichen Gärten) sowie der Maria-Theresien-Kaserne.
Schon 1817 im Franziszeischen Kataster als eigene Katastralgemeinde im Steuerbezirk Hietzing geführt, gelangte sie bei der Eingemeindung der Vororte 1892 nach Wien und bildet seither einen Teil des 13. Bezirks.
Die Grenzen der Katastralgemeinde entsprechen nach Osten hin der Bezirksgrenze zum 12. Bezirk  Meidling bzw. zur dortigen Katastralgemeinde dieses Namens an der Grünbergstraße und nach Südosten und Süden nach Hetzendorf. An der Gaßmannstraße und Am Fasangarten bildet die Maria-Theresien-Kaserne den südlichen Abschluss des Gebiets. An der Elisabethallee gibt es eine etwa 250 m lange gemeinsame Grenze mit Speising, beim Hietzinger Friedhof beginnt die westliche gemeinsame Grenze mit Alt-Hietzing, die größtenteils entlang der Maxingstraße Richtung Wienfluss führt. Der Fluss bildet die Bezirksgrenze zum 14. Bezirk Penzing, allerdings ist diese Grenze nicht deckungsgleich mit den Grenzen der Katastralgemeinden, auf die bei der Abspaltung des 14. Bezirks 1938 (als die Südgrenze des neuen Bezirks am rechten Ufer der Wien festgelegt wurde) keine Rücksicht genommen wurde. Östlich der Kennedybrücke ragt Schönbrunn daher ein kleines Stück in den 14. Bezirk hinein, während umgekehrt die Katastralgemeinden Penzing und Rudolfsheim kleine Anteile an der Fläche des 13. Bezirks haben – letztere seit 1992, da sie seit diesem Zeitpunkt auch die Gegend um den Auer-Welsbach-Park umfasst.
Dies ergibt die Kuriosität, dass die U-Bahn-Station Schönbrunn zwischen Schönbrunn und Rudolfsheim geteilt ist: die Grenze der Katastralgemeinden verläuft mitten durch das historische Aufnahmsgebäude von Otto Wagner. Umgekehrt gehört die U-Bahn-Station Hietzing zur Katastralgemeinde Schönbrunn, so wie auch der ebenfalls von Wagner stammende Hofpavillon. Nicht zu Schönbrunn gehört dagegen die Schönbrunner Schlossbrücke: Sie liegt praktisch zur Gänze auf dem Gebiet der Katastralgemeinde Penzing.
Der größte Teil des Gebiets ist von der Stadt Wien als bauliche Schutzzone definiert.